# Амери (футбольный клуб)
«Амери» (груз. ამერი) — грузинский футбольный клуб из Тбилиси, существовавший с 2002 по 2009 годы. Бронзовый призёр чемпионата Грузии по футболу 2006/07, двукратный обладатель Кубка Грузии (2005/06, 2006/07), двукратный обладатель Суперкубка Грузии (2006, 2007).

## История
Клуб был основан в 2002 году. 1 сентября 2003 года состоялся первый официальный матч «Амери» — в рамках первенства Первой лиги Грузии команда уступила «Шукуре» из Кобулети. По итогам своего первого года на профессиональном уровне тбилисский клуб занял 12-е место и должен был провести следующий сезон в лиге классом ниже. Однако незадолго до окончания сезона 2003/2004 Профессиональной футбольной лигой Грузии было принято решение, по которому команды, занявшие 12-ю и 13-ю позиции, сохранили прописку в Первой лиге на следующий сезон. По итогам сезона 2004/05 «Амери», выдав серии из 6 побед подряд и 14 игр без поражений, стал победителем Первой лиги и завоевал право на участие в высшем дивизионе Грузии.
Первый сезон в Умаглеси лиге команда завершила на седьмом месте, однако смогла завоевать первый трофей в своей истории, обыграв по пенальти в финале Кубка Грузии клуб «Зестафони» из одноимённого города. Спустя два месяца после триумфа «Амери» дебютировал в Кубке УЕФА — несмотря на домашнее поражение с минимальным счётом в первом матче 1-го квалификационного раунда турнира от армянского «Бананца», команда из Грузии в гостях одолела соперника со счётом 2:1, позволившим ей пройти в следующую стадию. Во 2-м раунде отбора тбилиссцам досталась немецкая «Герта»: пропустив в концовке гостевой встречи единственный мяч и сыграв дома вничью 2:2, «Амери» по сути двух матчей уступил сопернику и закончил своё выступление в турнире.
Сезон 2006/2007 стал самым успешным для «Амери». По его итогам клуб стал бронзовым призёром страны. 2 декабря 2006 года «Амери» завоевал Суперкубок Грузии, одолев с минимальным счётом действовавшего чемпиона «Сиони», а в мае 2007 года команда второй год подряд стал обладателем национального Кубка, обыграв в финале «Зестафони» со счётом 1:0.
По окончании сезона 2007/08 из-за финансовых проблем клуб снялся с чемпионата Грузии, заявившись в дивизион рангом ниже. Несмотря на занятое первое место в зоне «Восток» Первой лиги 2008/09, не нашедший спонсоров «Амери» был распущен и прекратил своё существование.

## Достижения
- бронзовый призёр чемпионата Грузии: (1) 2006/07
- обладатель Кубка Грузии: (2) 2005/06, 2006/07
- финалист Кубка Грузии: (1) 2007/08
- обладатель Суперкубка Грузии: (2) 2006, 2007
- победитель Первой лиги Грузии: (2) 2004/05, 2008/09 (зона «Восток»)

## Статистика выступлений

### Национальные турниры
| Сезон   | Чемпионат | Чемпионат     | Чемпионат | Чемпионат | Чемпионат | Чемпионат | Чемпионат | Чемпионат | Чемпионат | Чемпионат | Кубок       | Суперкубок |
| Сезон   | Ранг      | Турнир        | Место     | И         | В         | Н         | П         | М         | Очки      | Исход     | Кубок       | Суперкубок |
| ------- | --------- | ------------- | --------- | --------- | --------- | --------- | --------- | --------- | --------- | --------- | ----------- | ---------- |
| 2003/04 | 2         | Первая лига   | 12        | 30        | 12        | 7         | 11        | 34—24     | 43        |           | 1/16 финала | —          |
| 2004/05 | 2         | Первая лига   | 1         | 30        | 23        | 3         | 4         | 93—18     | 72        |           | 1/4 финала  | —          |
| 2005/06 | 1         | Эровнули лига | 7         | 30        | 15        | 4         | 11        | 32—26     | 49        |           | Победитель  | —          |
| 2006/07 | 1         | Эровнули лига | 3         | 26        | 17        | 6         | 3         | 53—14     | 57        |           | Победитель  | Победитель |
| 2007/08 | 1         | Эровнули лига | 5         | 26        | 15        | 3         | 8         | 48—27     | 48        | [ К 1 ]   | Финалист    | Победитель |
| 2008/09 | 2         | Первая лига   | 1         | 30        | 21        | 5         | 4         | 56—16     | 68        |           | 1/4 финала  | —          |

1. ↑  Клуб по окончании сезона снялся с чемпионата в связи с финансовыми проблемами.

В первой лиге в сезонах 2005/06—2007/08 играла команда «Амери-2».

### Еврокубки
| Сезон   | Турнир     | Этап          | Соперник | 1-й матч | 2-й матч        |
| ------- | ---------- | ------------- | -------- | -------- | --------------- |
| 2006/07 | Кубок УЕФА | 1 квал. раунд | Бананц   | 0:1      | 2:1             |
| 2006/07 | Кубок УЕФА | 2 квал. раунд | Герта    | 0:1      | 2:2             |
| 2007/08 | Кубок УЕФА | 1 квал. раунд | Белхатув | 2:0      | 0:2 (пен.: 2:4) |